# バズマーケティング
バズマーケティング（英語: Marketing buzz）とは口コミマーケティングの時に使われる用語で、消費者やオリジナルマーケティングメッセージを助長するのに役立つ商品やサービスのユーザー、漠然としているが肯定的な連想、興奮、商品やサービスの予想に関する対話を意味する。肯定的な口コミはバイラルマーケティング、パブリック・リレーションズやWeb 2.0媒体上の広告の目的として一般的である。この用語はマーケティング手法の実行や結果的に生まれる好意の両方を意味している。バズマーケティングの効果が強い(または、強かった)商品としてハリー・ポッターシリーズ、フォルクスワーゲン・ニュービートル、ポケットモンスター、ビニー・ベイビーやブレア・ウィッチ・プロジェクトなどを挙げられる。
バズマーケティングという用語は元々口頭でのコミュニケーションが由来だが、Web 2.0世代ではFacebookやTwitterといったソーシャルメディア上でバズマーケティングが生成される。
このマーケティングは商品やサービスの宣伝で既得権益を持つと認識されている企業よりも個人を信頼しやすい理由で機能している。
企業はバズモニタリングを使用することで自社製品のバズマーケティングを追跡することが可能である。いくつかの企業は市場にコミットする前に自社製品を取り巻く話題を理解するために必要と考えている。